# Rajd Polski 1977
Rajd Polski 1977 (37. Rajd Polski) to kolejna, 37 edycja rajdu samochodowego Rajd Polski rozgrywanego w Polsce. Rozgrywany był od 8 do 10 lipca 1977 roku. Bazą rajdu był Wrocław. Była to dziesiąta runda Rajdowych Mistrzostw Świata w roku 1977 (zaliczana tylko do tzw. Pucharu FIA Kierowców, nie producentów), dwudziesta piąta runda Rajdowych Mistrzostw Europy w roku 1977 o współczynniku 4 oraz trzecia runda Rajdowego Pucharu Pokoju i Przyjaźni w roku 1977. Liczył 53 odcinki specjalne. Organizatorem rajdu był wrocławski Automobilklub.

## Wyniki końcowe rajdu[5][8]
| Miejsce | Kierowca           | Pilot             | Samochód                | Czas      | Strata   | Grupa | Pkt WRC | Pkt ERC |
| ------- | ------------------ | ----------------- | ----------------------- | --------- | -------- | ----- | ------- | ------- |
| 1       | Bernard Darniche   | Alain Mahe        | Lancia Stratos HF       | 5:07:33.8 | -        | 4     | 9       | 80      |
| 2       | Antonio Zanini     | Juan Petisco      | Seat 124D Especial 1800 | 5:21:54.1 | +14:20.3 | 4     | 6       | 60      |
| 3       | Vaclav Blahna      | Lubislav Hlavka   | Škoda 130 RS            | 5:29:14.3 | +21:40.5 | 2     | 4       | 48      |
| 4       | Błażej Krupa       | Piotr Mystkowski  | Renault 5 Alpine        | 5:37:48.3 | +30:14.5 | 2     | 3       | 40      |
| 5       | Guy Colsoul        | Alain Lopes       | Opel Kadett GT/E        | 5:37:50.1 | +30:16.3 | 1     | 2       | 32      |
| 6       | Siergiej Wowkowicz | Wiktor Moskowski  | Łada 1600               |           |          | 1     | 1       | 24      |
| 7       | Jean Sevelinge     | Andre Jeanniard   | Opel Kadett GT/E        |           |          | 4     |         | 16      |
| 8       | Jiri Sedivy        | Jiri Janecek      | Škoda 130 RS            |           |          | 2     |         | 12      |
| 9       | Salvador Canellas  | Daniel Ferrater   | Seat 124D Especial 1800 |           |          | 2     |         | 8       |
| 10      | Leo Pavlik         | Oldrich Gottfried | Škoda 130 RS            |           |          | 2     |         | 4       |

## KlasyfikacjaCoPaF[9]
| Miejsce | Kierowca        | Pilot              | Samochód       | Czas      | Strata  |
| ------- | --------------- | ------------------ | -------------- | --------- | ------- |
| 1       | Vaclav Blahna   | Lubislav Hlavka    | Škoda 130 RS   | 3:29:18.0 | 0.00    |
| 2       | Vlastimil Havel | Miroslav Wohanka   | Škoda 130 RS   | 3:30:30.0 | +1:12.0 |
| 3       | Jiri Sedivy     | Jiri Janecek       | Škoda 130 RS   | 3:36:59.0 | +7:41.0 |
| 4       | Sergey Vukovich | Viktor Moskovskikh | Lada VAZ 21011 |           |         |
| 5       | Leo Pavlik      | Oldrich Gottfried  | Škoda 130 RS   |           |         |

## Punktacja

### Klasyfikacja  FIA Cup for Rally Drivers (WRC)
| Lp | Producent       | Pkt. |
| -- | --------------- | ---- |
| 1  | Björn Waldegård | 24   |
| 2  | Sandro Munari   | 22   |
| 3  | Ari Vatanen     | 15   |
| 4  | Markku Alén     | 13   |
| 5  | Antonio Zanini  | 10   |

- Uwaga: Tabela obejmuje tylko pięć pierwszych miejsc.